# 몰리 맥과이어스
몰리 맥과이어스(Molly Maguires)는 19세기 아일랜드, 영국 리버풀, 미국 동부에서 활동했다는 아일랜드계 비밀결사이다. 펜실베이니아주의 아일랜드계 미국인 탄광노동자들 사이에서 운동한 것으로 유명하다. 여러 차례의 폭력적 충돌 끝에 몰리 맥과이어스 단원으로 의심된 용의자들은 살인을 비롯한 다른 범죄 혐의로 기소되어 1877년에서 1878년 사이에 목이 매달렸다. 그러나 이것이 미국인 탄광자본가들이 노동자들을 탄압하기 위해 날조한 것이라는 주장도 만만치 않다.

## 같이 보기
- 콜로라도 노동전쟁
- 비밀결사